# Élections municipales de 2017 à Saint-Jean-sur-Richelieu
Les élections municipales de 2017 à Saint-Jean-sur-Richelieu se déroulent le 5 novembre 2017.  

## Résultats[1]

### Mairie
- Maire sortant : Michel Fecteau

| Parti                             | Parti                             | Candidats                         | Voix   | %     |
| --------------------------------- | --------------------------------- | --------------------------------- | ------ | ----- |
|                                   | Équipe Alain Laplante             | Alain Laplante                    | 11 825 | 38,84 |
|                                   | Équipe Fecteau                    | Michel Fecteau                    | 10 953 | 35,98 |
|                                   | Avec Bachand                      | Claude Bachand                    | 6 995  | 22,98 |
|                                   | Martin Côté                       | Indépendant                       | 671    | 2,20  |
|                                   |                                   |                                   |        |       |
| Votes valides                     | Votes valides                     | Votes valides                     | 30 444 | 98,01 |
| Bulletins rejetés                 | Bulletins rejetés                 | Bulletins rejetés                 | 618    | 1,99  |
| Total                             | Total                             | Total                             | 31 062 | 100   |
| Abstention                        | Abstention                        | Abstention                        | 43 132 | 58,13 |
| Nombre d'inscrits / participation | Nombre d'inscrits / participation | Nombre d'inscrits / participation | 74 194 | 41,87 |

### Districts électoraux

#### Résumé
| Parti                             | Parti                             | Candidats                         | Voix   | %     | +/-   | Sièges | +/-           |
| --------------------------------- | --------------------------------- | --------------------------------- | ------ | ----- | ----- | ------ | ------------- |
|                                   | Équipe Alain Laplante             | 12                                | 11 133 | 36,56 | 17,97 | 3      | 2             |
|                                   | Équipe Fecteau                    | 11                                | 10 154 | 33,35 | 7,49  | 6      | 1             |
|                                   | Avec Bachand                      | 6                                 | 2 809  | 9,22  | 5,30  | 0      | en stagnation |
|                                   | Indépendants                      | 9                                 | 6 354  | 20,87 | 18,18 | 3      | 3             |
|                                   |                                   |                                   |        |       |       |        |               |
| Votes valides                     | Votes valides                     | Votes valides                     | 30 450 | 98,03 |       |        |               |
| Bulletins rejetés                 | Bulletins rejetés                 | Bulletins rejetés                 | 612    | 1,97  |       |        |               |
| Total                             | Total                             | Total                             | 31 062 | 100   | -     | 12     | -             |
| Abstention                        | Abstention                        | Abstention                        | 43 132 | 58,13 |       |        |               |
| Nombre d'inscrits / participation | Nombre d'inscrits / participation | Nombre d'inscrits / participation | 74 194 | 41,87 |       |        |               |

#### Résultats individuels
| Candidat | Candidat                    | Parti                 | Voix  | %     |
| -------- | --------------------------- | --------------------- | ----- | ----- |
|          | Mélanie Dufresne (Sortante) | Indépendant           | 1 422 | 79,40 |
|          | Guy Grenier                 | Équipe Alain Laplante | 369   | 20,60 |
| Total    | Total                       | Total                 | 1 791 | 100%  |

| Candidat | Candidat                     | Parti                 | Voix  | %     |
| -------- | ---------------------------- | --------------------- | ----- | ----- |
|          | Justin Bessette (Sortant)    | Équipe Alain Laplante | 1 888 | 63,83 |
|          | Samuel Cousineau Bourgeois   | Equipe Fecteau        | 665   | 22,48 |
|          | Alexandre Fluet              | Avec Bachand          | 342   | 11,56 |
|          | Elie Pascal Mefire Chotilong | Indépendant           | 63    | 2,13  |
| Total    | Total                        | Total                 | 2 958 | 100%  |

| Candidat | Candidat                   | Parti                 | Voix  | %     |
| -------- | -------------------------- | --------------------- | ----- | ----- |
|          | Michel Gendron             | Equipe Fecteau        | 1 087 | 39,79 |
|          | Louise Lemieux             | Indépendant           | 837   | 30,64 |
|          | Hugues Larivière (Sortant) | Équipe Alain Laplante | 808   | 29,58 |
| Total    | Total                      | Total                 | 2 732 | 100%  |

| Candidat | Candidat                | Parti                 | Voix  | %     |
| -------- | ----------------------- | --------------------- | ----- | ----- |
|          | Jean Fontaine (Sortant) | Indépendant           | 1 462 | 54,17 |
|          | Patrick Beausoleil      | Équipe Alain Laplante | 559   | 20,71 |
|          | Pierre-Paul Gemme       | Equipe Fecteau        | 466   | 17,27 |
|          | Guy Langlois            | Indépendant           | 212   | 7,85  |
| Total    | Total                   | Total                 | 2 699 | 100%  |

| Candidat | Candidat                 | Parti                 | Voix  | %     |
| -------- | ------------------------ | --------------------- | ----- | ----- |
|          | François Auger (Sortant) | Equipe Fecteau        | 526   | 29,01 |
|          | Mathieu Boulerice        | Équipe Alain Laplante | 510   | 28,13 |
|          | Julie Quintin            | Avec Bachand          | 429   | 23,66 |
|          | James A Falls            | Indépendant           | 270   | 14,89 |
|          | Richard Daudelin         | Indépendant           | 78    | 4,30  |
| Total    | Total                    | Total                 | 1 813 | 100%  |

| Candidat | Candidat                     | Parti                 | Voix  | %     |
| -------- | ---------------------------- | --------------------- | ----- | ----- |
|          | Patricia Poissant (Sortante) | Equipe Fecteau        | 1 533 | 64,38 |
|          | Jean-François Pomerleau      | Équipe Alain Laplante | 848   | 35,62 |
| Total    | Total                        | Total                 | 2 381 | 100%  |

| Candidat | Candidat                      | Parti                 | Voix  | %     |
| -------- | ----------------------------- | --------------------- | ----- | ----- |
|          | Christiane Marcoux (Sortante) | Equipe Fecteau        | 1 270 | 50,64 |
|          | Julie Messier                 | Équipe Alain Laplante | 1 238 | 49,36 |
| Total    | Total                         | Total                 | 2 508 | 100%  |

| Candidat | Candidat               | Parti                 | Voix  | %     |
| -------- | ---------------------- | --------------------- | ----- | ----- |
|          | Marco Savard (Sortant) | Indépendant           | 1 268 | 41,20 |
|          | François Blais         | Équipe Alain Laplante | 975   | 31,68 |
|          | Marc-André Paillé      | Equipe Fecteau        | 835   | 27,13 |
| Total    | Total                  | Total                 | 3 078 | 100%  |

| Candidat | Candidat                 | Parti                 | Voix  | %     |
| -------- | ------------------------ | --------------------- | ----- | ----- |
|          | Yvan Berthelot (Sortant) | Equipe Fecteau        | 1 136 | 51,43 |
|          | Joan Gosselin            | Équipe Alain Laplante | 687   | 31,10 |
|          | Diane Morin              | Avec Bachand          | 386   | 17,47 |
| Total    | Total                    | Total                 | 2 209 | 100%  |

| Candidat | Candidat               | Parti                 | Voix  | %     |
| -------- | ---------------------- | --------------------- | ----- | ----- |
|          | Ian Langlois (Sortant) | Équipe Alain Laplante | 1 359 | 49,36 |
|          | Pierre Hamelin         | Equipe Fecteau        | 795   | 28,88 |
|          | Mylène Gravel          | Avec Bachand          | 599   | 21,76 |
| Total    | Total                  | Total                 | 2 753 | 100%  |

| Candidat | Candidat                      | Parti                 | Voix  | %     |
| -------- | ----------------------------- | --------------------- | ----- | ----- |
|          | Claire Charbonneau (Sortante) | Equipe Fecteau        | 1 051 | 48,28 |
|          | Jean Lamoureux                | Équipe Alain Laplante | 717   | 32,94 |
|          | Marc-André Ross               | Avec Bachand          | 409   | 18,79 |
| Total    | Total                         | Total                 | 2 177 | 100%  |

| Candidat | Candidat              | Parti                 | Voix  | %     |
| -------- | --------------------- | --------------------- | ----- | ----- |
|          | Maryline Charbonneau  | Équipe Alain Laplante | 1 175 | 35,06 |
|          | Emmanuelle Géhin      | Equipe Fecteau        | 790   | 23,58 |
|          | Jessica Racine-Lehoux | Indépendant           | 742   | 22,14 |
|          | Jean-François Guay    | Avec Bachand          | 644   | 19,22 |
| Total    | Total                 | Total                 | 3 351 | 100%  |